# Nejib Ghommidh
Nejib Ghommidh (Ciudad de Túnez, Túnez; 12 de marzo de 1953) es un exfutbolista tunecino que jugaba de centrocampista.

## Carrera

### Club
Inicío su carrera en 1969 con el Jeunesse sportive d'El Omrane donde jugó hasta 1972 cuando pasó al Club Africain, equipo en el que jugó por seis años y ganó dos títulos de liga y dos de copa. En 1978 viaja a Arabia Saudita para jugar con el Al-Ittihad FC donde solo jugó una temporada.
En 1979 regresa al Club Africain, logrando el título nacional en la temporada 1979/80 y se retiró dos años después.

### Selección nacional
Jugó para Túnez de 1975 a 1978 donde jugó 52 partidos y anotó dos goles, uno de ellos en la Copa Mundial de Fútbol de 1978 ante México en la victoria por 3-1. También participó en los Juegos del Mediterraneo 1975 y en la copa Africana de Naciones 1978.

## Logros
- CLP-1: 3

1972–73, 1973–74, 1979–80
- Copa de Túnez: 2

1972-73, 1975-76